# Чимборасо
Чимбора́со (исп. Chimborazo [ʧimboˈɾaso]) — потухший вулкан, самая высокая точка Эквадора. Его высота — 6267 м (измерена с помощью дифференциальной GPS в 1990-х годах), 6259 м (по данным системы SRTM). Последний раз извергался в I тысячелетии н. э. (предположительно в 400—700 годах). Его вершина — самая удалённая от центра Земли точка поверхности — 6384,4 км, что дальше, чем вершина самой высокой горы над уровнем моря Эвереста (6382,3 км). Кроме Чимборасо, ещё три вершины находятся дальше от центра Земли, чем Эверест, — гора Уаскаран в Перу, вулкан Котопахи в Эквадоре и потухший вулкан Килиманджаро в Танзании. С XVI по начало XIX века Чимборасо считался высочайшей вершиной на Земле.
У подножия вулкана берёт своё начало река Гуаяс.
По имени вулкана названа провинция Чимборасо.

## Этимология
Имеется несколько версий происхождения названия Чимборасо. На многих диалектах языка кечуа chimba (в других диалектах chimpa) означает «по ту сторону», то есть «по ту сторону реки» или «на том берегу». Кроме того, слово razu означает «снег» или «лёд». Местные жители считают, что сочетание этих двух слов — chimbarazu — означает «снег на другой стороне». Согласно другой теории, название состоит из чапалачского Schingbu — «женщина» — и кечуанского Razo, «лёд (снег)», и вместе означает «ледяная (снежная) женщина». Существуют и другие версии происхождения названия.

## География

### Расположение
Чимборасо является частью хребта Кордильера-Оксиденталь в эквадорских Андах, в 150 км от Кито. В хорошую погоду вулкан видно из прибрежного города Гуаякиль, на расстоянии около 140 км. Ближайшими к горе городами являются Риобамба (в 30 км к юго-востоку), Амбато (30 км к северо-востоку) и Гуаранда (25 км к юго-западу)

### Ледник
Вершина вулкана полностью покрыта льдами, кое-где опускающимися до высоты 4600 м. Талая вода с горы является основным водным ресурсом для жителей провинций Боливар и Чимборасо. За последние десятилетия ледник сильно уменьшился из-за воздействия глобального потепления. До начала широкого использования холодильников лёд с Чимборасо интенсивно добывался населением окрестных населённых пунктов для продажи на рынках, для сохранения продуктов, а также для охлаждения помещений в городах, где климат слишком жаркий для человека.

### Вулканическая активность
Чимборасо является преимущественно андезито-дацитовым стратовулканом. Последнее извержение вулкана произошло около 550 года нашей эры. В настоящее время вулкан считается неактивным.

### Высота от центра Земли
В апреле 2016 года Исследовательский институт развития во Франции (l’Institut de recherche pour le développement) на своем сайте опубликовал исследование, которое основывается на результатах восхождения 5 февраля 2016 года на Чимборасо французских и эквадорских специалистов, где они измерили высоту вершины при помощи навигационной спутниковой системы. Если измерять высоту горы от центра Земли, то вулкан Чимборасо окажется на несколько километров выше Эвереста (6384,4 км против 6381 км от центра планеты). Более того, если сравнивать высоту Эвереста с остальными высотами по новому методу, то он не войдёт даже в список 20 самых высоких вершин планеты. Дело в том, что Земля является не идеальной сферой, а геоидом, поэтому перечень истинных вершин планеты — наиболее удалённых от её центра — выглядит совсем иначе.

### Первое восхождение
Первое восхождение на Чимборасо совершил Эдуард Уимпер с итальянскими горными проводниками Жан-Антуаном Каррелем и Луи Каррелем 4 января 1880 года.